# Цегла

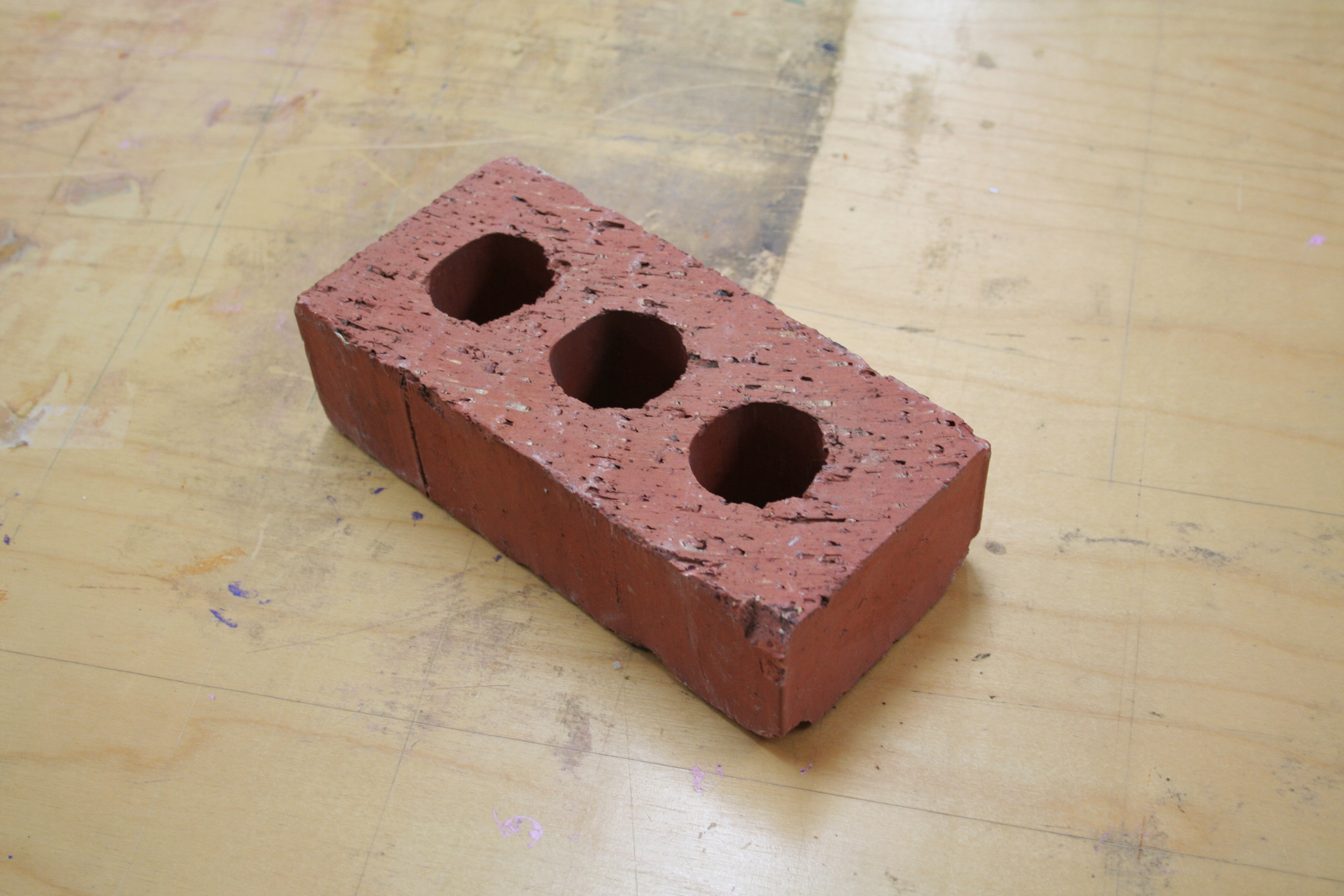
Цеглина

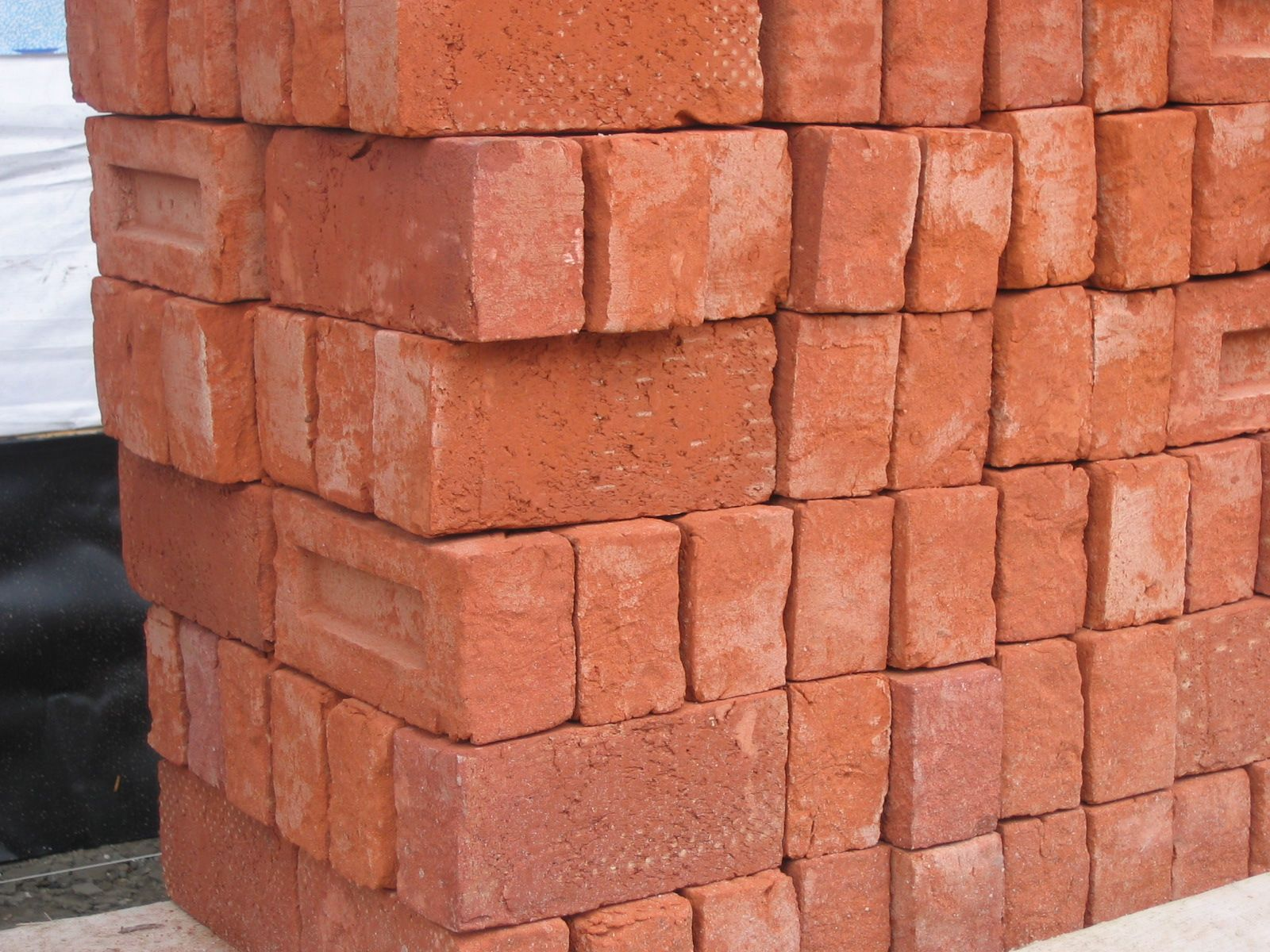
Штабель цегли

Це́гла (пол. cegła < сер.в-нім. ziegel < давн.в-нім. ziegal, ziagal, ziagala < лат. tēgula, пор. «тигель») — штучний камінь форми паралелепіпеда, виготовлений з мінеральних матеріалів та підданий термічній обробці, що застосовується як будівельний матеріал. Окрема одиниця цегли називається цегли́ною.

## Історія використовування
Цегла була найпоширенішим матеріалом для будівництва на стародавньому Близькому Сході. Існувало два типи: висушена на сонці (libittum) та випалена (agurrum), але компоненти були однаковими: глина, вода та висока температура. Випалену цеглу завжди формують у формах, але глиняну цеглу можна формувати вручну. Найдавніші цеглини в докерамічній епохі неоліту A–B виготовляються в дуже різних розмірах і формах: сигароподібні, булочкоподібні, кабаноподібні та прямокутні. Цей винахід сприяв зміні архітектурних конструкцій з круглих на прямокутні, що спричинило використання більш правильної цегли (дуже великих цеглин у керамічному неоліті). У період Самарри винахід дерев'яних форм для глиняної цегли сприяв стандартизації та заощадженню часу. Останнє нововведення було в періоді Урук – випалювання цегли в печі – відкрило подальший технічний прогрес: будівництво склепінь, оздоблення стін (глазурована цегла, художні колони), а також захист від води. Випалену цеглу використовували для певного використання: фундаменти, основи стін, ванні кімнати, підлоги та пороги. Глиняна цегла є більш поширеною та дешевшою і становить більшість тих, що використовуються для будівництва стін. У побутовій архітектурі співвідношення глиняної (висушеної на сонці) та випаленої цегли може допомогти встановити економічний статус сім'ї.
Неможливо використовувати розмір цегли для встановлення точної дати будівель для ІІ та І тис. до н. е., оскільки одночасно використовувалися різні розміри, а також існують регіональні відмінності. Іноді цегла, яка є дуже типовою для певного періоду, може вказувати на дату будівлі, як-от Рімхен (період Урука) та плоскоопукла цегла (ранньодинастичний період).
Цеглу клали по-різному, з'єднували розчином, іноді покривали бітумом. Її виготовляли навесні протягом року селяни в сільській місцевості та більш професійні робітники в містах. Тексти згадують чоловіків, які спеціалізувалися на виготовленні цегли, перенесенні цегли та кладці цегли. Іноді в текстах згадується ціна цегли та кількість робітників за день, або приблизний час виготовлення, перенесення або кладки цегли. Орієнтовна сума витрат на будівництво величезна: 36 мільйонів на вавилонський Зикурат (робота тисячі чоловіків протягом одного року), 230 000 на будинок Сурки-Тілли (Šurki-Tilla’s house) в Нузі (три місяці для шести чоловіків).
У Біблії є згадка про цеглу як про будівельний матеріал при будівництві Вавилонської вежі близько 2000 р. до РХ. «І сказали вони один о́дному: „Ану, наробімо цегли, і добре її випалімо!“ І сталася цегла для них замість каменя, а смола земляна́ була їм за вапно» (Старий Заповіт, Буття 11-3).
Хоча аж до нашого часу в багатьох країнах широке розповсюдження мала невипалена цегла-сирець, часто з додаванням в глину різаної соломи, застосування в будівництві випаленої цегли також сходить до глибокої старовини (споруди в Єгипті, 3-2-е тисячоліття до н. е.). Особливо важливу роль грала цегла в архітектурі Месопотамії і Стародавнього Риму, де з цегли (45х30х10) викладали складні конструкції, зокрема арки, склепіння тощо.
Плінфа — тонка і широка глиняна пластина — завтовшки приблизно 2,5 сантиметра. Виготовлялася в спеціальних дерев'яних формах. Плінфу сушили 10-14 днів, потім випалювали в печі. На багатьох плінфах знаходять клейма, які вважаються клеймами замовника. Стандартна випалена цегла — приблизно з XVI століття.
До XIX століття техніка виробництва цегли залишалася примітивною і трудомісткою. Формували цеглу вручну, сушили тільки влітку, випалювали в тимчасових череневих печах, викладених з висушеної цегли-сирцю. В середині XIX століття були побудовані кільцева випалювальна піч і стрічковий прес, що зумовили переворот в техніці виробництва. В кінці XIX століття стали будувати сушарки. У цей же час з'явилися глинообробні машини: бігуни, вальці, глином'ялки. У наш час понад 80 % всієї цегли виробляють підприємства цілорічної дії, серед яких є великі механізовані заводи, продуктивністю понад 200 млн шт. на рік.

## Технологія виробництва

### Організація виробництва
Організація цегельного виробництва має створити умови для двох основних параметрів виробництва: забезпечувати постійний або середній склад глини і забезпечувати рівномірну роботу виробництва. Для виявлення дійсних причин великої кількості браку на виробництві проводиться аналіз відповідності організації виробництва цим вимогам.
Цегельне виробництво належить до тих видів людської діяльності, де результату досягають тільки після тривалих експериментів з режимами сушіння і випалювання. Ця робота має проводитися за сталих основних параметрів виробництва. Неможливо зробити правильні висновки і відкорегувати роботу, не дотримуючись цього простого правила.
Неможливо виготовляти якісну продукцію за непостійного складу глини і продуктивності. Неможливо знайти причини браку, зменшуючи переробку, не маючи можливості контролювати і регулювати режим сушарки, не дотримуючись режиму випалювання в печі. Тоді неможливо визначити джерело браку: глина, видобування, переробка, формування, сушіння або випалювання.
Найкраща глина — це глина постійного складу, який з низькими витратами може забезпечити тільки багатоковшовий або роторний екскаватор. Цегельне виробництво потребує постійного складу глини в тривалому проміжку часу для дослідного підбору режимів сушіння і випалювання. Немає простішого і кращого способу отримати продукцію відмінної якості.

### Стандартні розміри

Порівняльні розміри цеглини в різних країнах

Основний стандарт цегли у країнах світу:
| Країна          | В дюймах        | В міліметрах        |
| --------------- | --------------- | ------------------- |
| Австралія       | 9 × 4⅓ × 3 дюйм | 230 × 110 × 76 мм   |
| Велика Британія | 8½ × 4 × 2½ in  | 215 × 102,5 × 65 мм |
| Данія           | 9 × 4¼ × 2¼ in  | 228 × 108 × 54 мм   |
| Індія           | 9 × 4¼ × 2¾ in  | 228 × 107 × 69 мм   |
| Німеччина       | 9 × 4¼ × 2¾ in  | 240 × 115 × 71 мм   |
| ПАР             | 8¾ × 4 × 3 in   | 222 × 106 × 73 мм   |
| Румунія         | 9 × 4¼ × 2½ in  | 240 × 115 × 63 мм   |
| США             | 7⅝ × 3⅝ × 2¼ in | 194 × 92 × 57 мм    |
| Україна         | 10 × 4¾ × 2½ in | 250 × 120 × 65 мм   |
| Швеція          | 10 × 4¾ × 2½ in | 250 × 120 × 62 мм   |

В Україні:
- Звичайна — 250 х 120 х 65
- Потовщена — 250 х 120 х 88
- Модульних розмірів — 288 х 138 х 63
- «Камінь» — 250 х 120 х 138
- Модульна одинарна — 288 х 138 х 65
- Модульна подвійна — 288 х 138 х 138
- Укрупнена — 250 х 250 х 138
- З горизонтальними пустотами — 250 х 250 х 120
- «Євро» — 250 х 85 х 65

### Глина
Якісна керамічна цегла виробляється з глини, видобутою дрібною фракцією з постійним складом мінералів. За постійного складу мінералів колір цегли при виробництві однаковий, що притаманне лицьовій цеглі. Родовища з однорідним складом мінералів і багатометровим шаром глини, придатним для видобування одноковшовим екскаватором, дуже рідкісні і вони вже майже всі розроблені.
Більшість родовищ містять багатошарову глину і найкращими механізмами, здатними при видобуванні робити глину середнього складу, вважаються багатоковшовий і роторний екскаватори. При роботі вони зрізають глину по висоті забою, подрібнюють її, і при змішуванні отримують середній склад. Інші типи екскаваторів не змішують глину, а видобувають її брилами. Робочі органи видобувних машин можуть мати незвичайні розміри: наприклад, на Михайлівському ГЗК колесо роторного екскаватора має діаметр 9,5 метрів.
Постійний або середній склад глини необхідний для підбору постійних режимів сушіння і випалювання. Не можна отримати якісну цеглу, якщо склад глини постійно змінюється, адже для кожного складу потрібний свій режим сушіння і випалювання. При видобуванні глини середнього складу один раз підібрані режими дозволяють отримувати якісну цеглу з сушарки і печі роками.
Якісний і кількісний склад родовища з'ясовується в результаті розвідки родовища. Тільки розвідка з'ясовує мінеральний склад, тобто які суглинки пиловані, глини легкоплавкі, глини тугоплавкі тощо містяться в родовищі. Найкращими глинами для виробництва цегли вважаються ті глини, які не потребують домішок.
Для виробництва цегли завжди використовується глина, непридатна для інших керамічних виробів. До ухвалення рішення про спорудження заводу на основі родовища проводяться промислові випробування придатності глини для виробництва цегли. Випробування проводяться за спеціальною стандартною методикою, що полягає в підборі технології для переробки.
Випробування дають відповідь на декілька поставлених питань. Є в родовищі шар однорідної глини, придатний для промислової розробки? Якщо немає, то придатний середній склад глини для виробництва цегли? Якщо немає, то які домішки потрібні для отримання якісної цегли? Яка потрібна техніка для видобутку і устаткування для переробки?
На цегельних заводах за допомогою машини відокремлюють від глини каміння і розминають її. В другій машині ця глина перемішується з піском та потрібною кількістю води. Третя машина вакуумує та стискує одержане тісто; з неї безперервно виходить товста і вузька глиняна стрічка. Стрічку розрізують на цеглини, які відвозять в сушарню.

### Сушарки камерні
Камерні сушарки завантажуються цеглою повністю і в них поступово змінюється температура і вологість за всім об'ємом сушарки, відповідно до заданої кривої сушіння виробів. Сушарки знаходять застосування для виробів електрокераміки, порцеляни, фаянсу і при незначних обсягах виробництва. Дуже важко регулювати режим сушіння.

### Сушарки тунельні
Тунельні сушарки завантажуються поступово і рівномірно. Вагонетки з цеглою просуваються через сушарку і проходять послідовно зони з різною температурою і вологістю. Тунельні сушарки добре працюють тільки з сировини середнього складу. Застосовуються при виробництві однотипних виробів будівельної кераміки. Дуже добре «тримають» режим сушіння при постійному і рівномірному завантаженні цегли-сирцю.

### Сушіння
Глина з погляду сушіння — це суміш мінералів, що складається за масою понад 50 % з частинок до 0,01 мм. До тонких глин відносяться частинки менше 0,2 мкм, до середніх 0,2-0,5 мкм і грубозернистим 0,5-2 мкм. У об'ємі цегли-сирцю є безліч капілярів складної конфігурації і різних розмірів, утворених глинистими частинками при формуванні.
Глини дають з водою масу, яка після висихання зберігає форму, а після випалення набуває властивостей каменю. Пластичність пояснюється проникненням води між площинами кристалічної решітки мінералів глини. Властивості глини з водою важливі при формуванні і сушінні цеглини, а хімічний склад визначає властивості виробів під час випалення і після випалення.
Чутливість глини до сушіння залежить від процентного співвідношенням «глинистих» і «піщаних» частинок. Чим більше в глині «глинистих» частинок, тим важче видалити воду з цеглини-сирцю без утворення тріщин при сушці і тим більше міцність цеглини після випалення. Придатність глини для виробництва цегли визначається лабораторними випробуваннями.
Якщо на початку сушіння в сирці утворюється багато пари води, то цей тиск може перевищити межу міцності сирцю і з'явиться тріщина. Тому температура в першій зоні сушарки має бути такою, щоб тиск пари води не руйнував сирець. У третій зоні сушарки міцність сирцю достатня для підвищення температури і збільшення швидкості сушки.
Режимні характеристики сушіння виробів на заводах залежать від властивостей сировини і конфігурації виробів. Режими сушіння, що існують на заводах, не можна розглядати як незмінні і оптимальні. Практика багатьох заводів показує, що тривалість сушіння можна значно скорочувати, користуючись методами прискорення зовнішньої і внутрішньої дифузії вологи у виробах.
Крім того, не можна не враховувати властивості глиняної сировини конкретного родовища. Саме у цьому і полягає завдання заводських технологів. Потрібно підібрати таку продуктивність лінії формування цегли і режими роботи сушарки цегли, за яких забезпечується висока якість сирцю при максимально досяжній продуктивності цегляного заводу.
Температурний режим: 20-90 °C, час сушіння 10-13 годин.

### Випалювання
Глина з погляду випалення представляє суміш легкоплавких і тугоплавких мінералів. При випалюванні легкоплавкі мінерали зв'язують і частково розчиняють тугоплавкі мінерали. Структура і міцність цеглини після випалення визначається процентним співвідношенням легкоплавких і тугоплавких мінералів, температурою і тривалістю випалення.
У процесі випалення керамічної цегли легкоплавкі мінерали утворюють склоподібну, а тугоплавкі — кристалічну фази. З підвищенням температури всі тугоплавкіші мінерали переходять в розплав і зростає вміст склофази. Із збільшенням вмісту склофази підвищується морозостійкість і знижується міцність керамічної цегли.
При збільшенні тривалості випалення зростає процес дифузії між склоподібною і кристалічною фазами. У місцях дифузії виникає велика механічна напруга, оскільки коефіцієнт термічного розширення тугоплавких мінералів перевищує коефіцієнт термічного розширення легкоплавких мінералів, що і призводить до різкого зниження міцності.
Після випалення при температурі 950 — 1050 °C частка склоподібної фази в керамічній цеглі має складати не більше 8-10 %. В процесі випалення підбираються такі температурні режими випалювання і тривалість випалювання, щоб всі ці складні фізико-хімічні процеси забезпечували максимальну міцність керамічної цегли.
Температурний режим камерної випалювальної печі:
- Підігрів 90-600 °C, час підігріву 8-10 годин.
- Випалювання 600—1000 °C, час випалювання 7-10 год
- Охолодження 1000-50 °C, час охолодження 7-10 год

Візуальний контроль температури випалення цегли:
- Темно-червона (видима в темноті) — 450—500 °C
- Темно-червона — 600—650 °C
- Вишнево-червона −700 °C
- Світло-червона — 850 °C
- Жовта — 950—1000 °C
- Біла — 1200 °C (перепал).

## Назва граней
- Постіль — робоча грань виробу (з розмірами 250х120 мм);
- Ложок — середня по площі грань виробу (з розмірами 250х65 мм);
- Тичок — найменша грань виробу (з розмірами 120х65 мм).

Цегла з криволінійним ложком чи тичком називається фігурною чи лекальною.

## Види цегли
- Гіперпресована цегла
- Вогнетривка цегла
- Червона цегла
- Фасонна цегла
- Лицьова цегла
- Рядова цегла
- Пічна цегла
- Актурна цегла
- Силікатна цегла
- Лекальна цегла
- Глазурована цегла
- Черенева цегла
- Клінкерна цегла
- Тротуарна цегла
- Свинцева цегла
- Саман

## Марки цегли
За міцністю виділяють марки 50, 75, 100, 125, 150, 175, 200, 250 і 300 (число показує допустиме навантаження кг/см²). «Керамін» може досягати марки більше 1000. Чим вище марка, тим міцніше цеглина.
Марка цегли по міцності визначаться виходячи з двох параметрів: межі міцності при стисненні і межі міцності при вигині. ГОСТ 530-95 встановлює 8 марок цегли по міцності: 75, 100, 125, 150, 175, 200, 250, 300. Слід зазначити, що межа міцності при вигині становить приблизно 20 % від межі міцності при стисненні.
Міцність цегли на стиск досить висока. Приклад: партія цегли має марку 100 по міцності. Це означає, що межа міцності при стисненні становить не менше 100 кг / см2
(або 10 МПа), тобто кожен квадратний сантиметр поверхні цегли витримує навантаження не менше 100 кг. Площа цеглини звичайного розміру становить 300 см2. Знаючи це, легко підрахувати, що для її руйнування потрібно навантаження в 30000 кг (чи 30 т!).
У кладці цегла працює не тільки на стиск, але і на вигин через наявність прошарків розчину і кладки цегли з перев'язкою. Тому несуча здатність кладки приймається нижче міцності самої цегли.

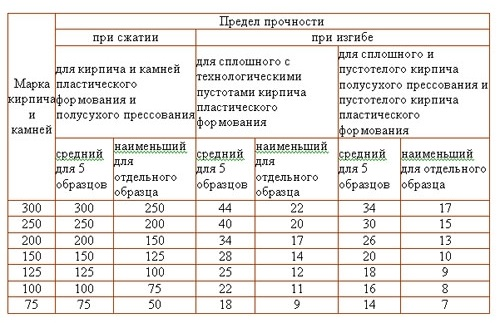
Марки цегли

Відповідно до ГОСТу будматеріал маркується: М50, М75, М100, М125, М150, М175, М200, М250 і М300 і т. д.
Найбільш запитана марка М100, її використовують при будівництві будівель від одного до п'яти поверхів (котеджі, індивідуальні будинки, дитсадки, школи, торгові центри тощо). Більш висока марка М200 підходить для зведення багатоповерхових будівель і споруд. Міцність кладки на 60 % залежить від рецептури розчину, наприклад, при співвідношенні висоти стіни до її товщини, рівному 22 (8-метрова стіна в
півтори цеглини), марка розчину не може бути менше М50.
При будівництві малоповерхових будівель товщина цегляної стіни визначається не з міркувань міцності (її вистачає з лишком), а з міркувань теплопровідності. У цьому випадку знову виграє пустотіла полегшена цегла.

## Найбільші виробники цегли в Україні
ЦЗ «Фагот» (Луганська обл. м. Красний Луч), ТзОВ «КерамБуд» (Львівська обл.), ФПГ «Альтком» (Донецька обл.), ТОВ «Кузьминецький цегляний завод» (Київська обл.), ДП «Артемівський ЗСМ» (Донецька обл.), ТОВ «Керамейя» (Суми), ЗАТ з ІІ «СБК» (Сумська, Київська обл.).
ТОВ «Білоцерківські Будматеріали» (Київська область, м. Біла Церква — Білоцерківська цегла)

## Виробники обладнання для цегельних заводів
АТЗТ «Харківський машинобудівний завод „Червоний жовтень“» (Харків), ТОВ «Техно-Маш-Сервіс» (Сумська обл.), ВАТ «Завод „Строммашина“» (Хмельницький).

## Предмет колекціонування

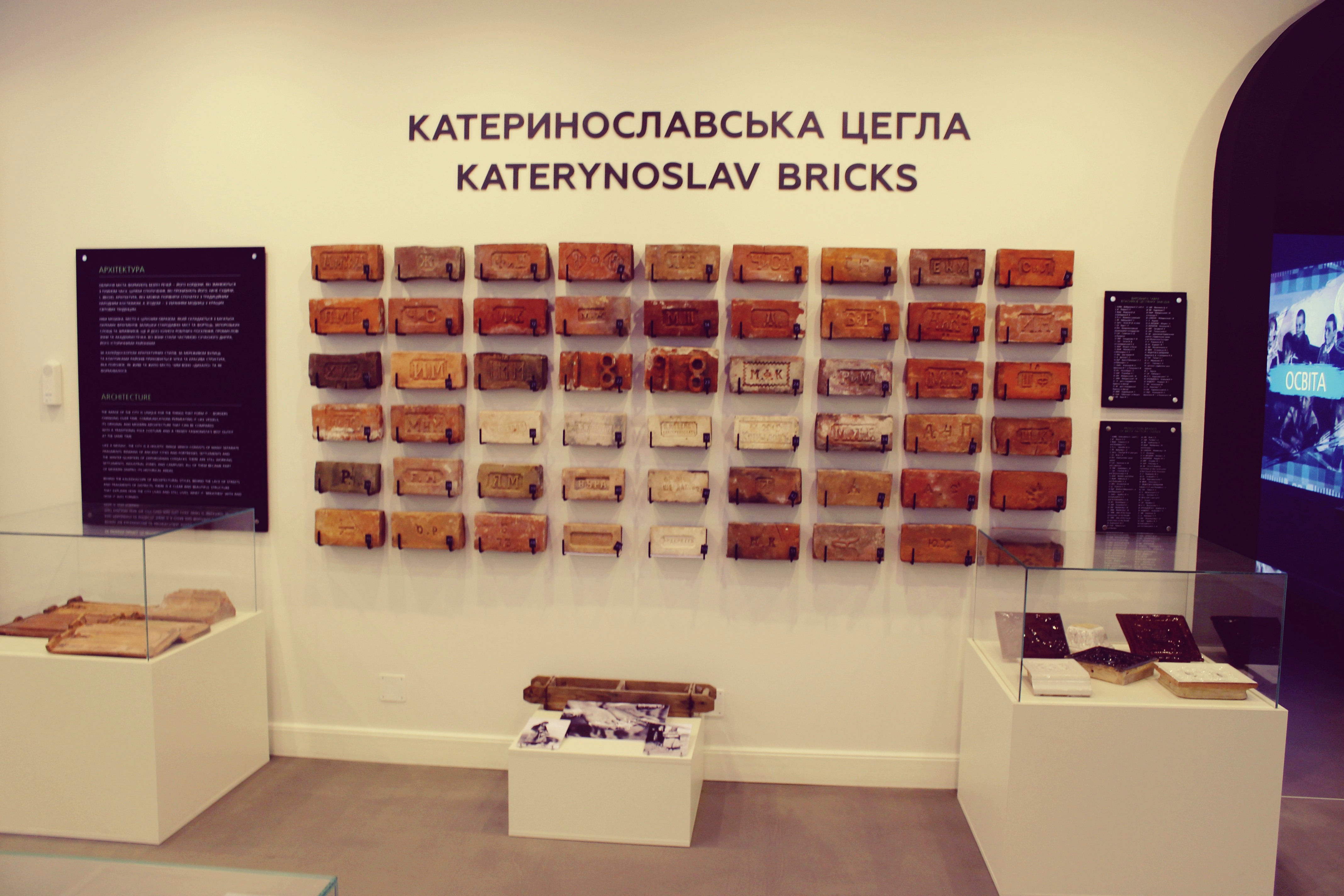
Катеринославська цегла.
Музей історії Дніпра

XX століття стало періодом уніфікації і стандартизації. Зачепив цей процес і виготовлення цегли. Стандарти полегшують розрахунки, скільки потрібно на ті чи інші роботи.
Але так було не завжди і цегла з різних епох і майстерень має відмінності. Тому цегла стародавніх зразків стала предметом колекціонування. Її залюбки збирають приватні колекціонери і музеї архітектури (Київ, Москва та тощо). Справа важлива ще й тому, що цегла містить тавро майстерень. Важливо це і для реставраційних робіт. За зразкам стародавньої цегли (плінфи) в місті Чернігів на прохання реставратора Петра Барановського було виготовлено багато цегли, якої не вистачало для відбудови церкви П'ятниці, оскільки звичайна цегла сильно відрізняється від плінфи та могла би зіпсувати зовнішній вигляд будівлі.
Чисельна колекція таврованої цегли Катеринославсьщини зберігається у музеї історії Дніпра
та у приватних колекціях.
.
Відомий фахівець к Краматорську Віктор Іванов має у колекції більше 500 цеглин

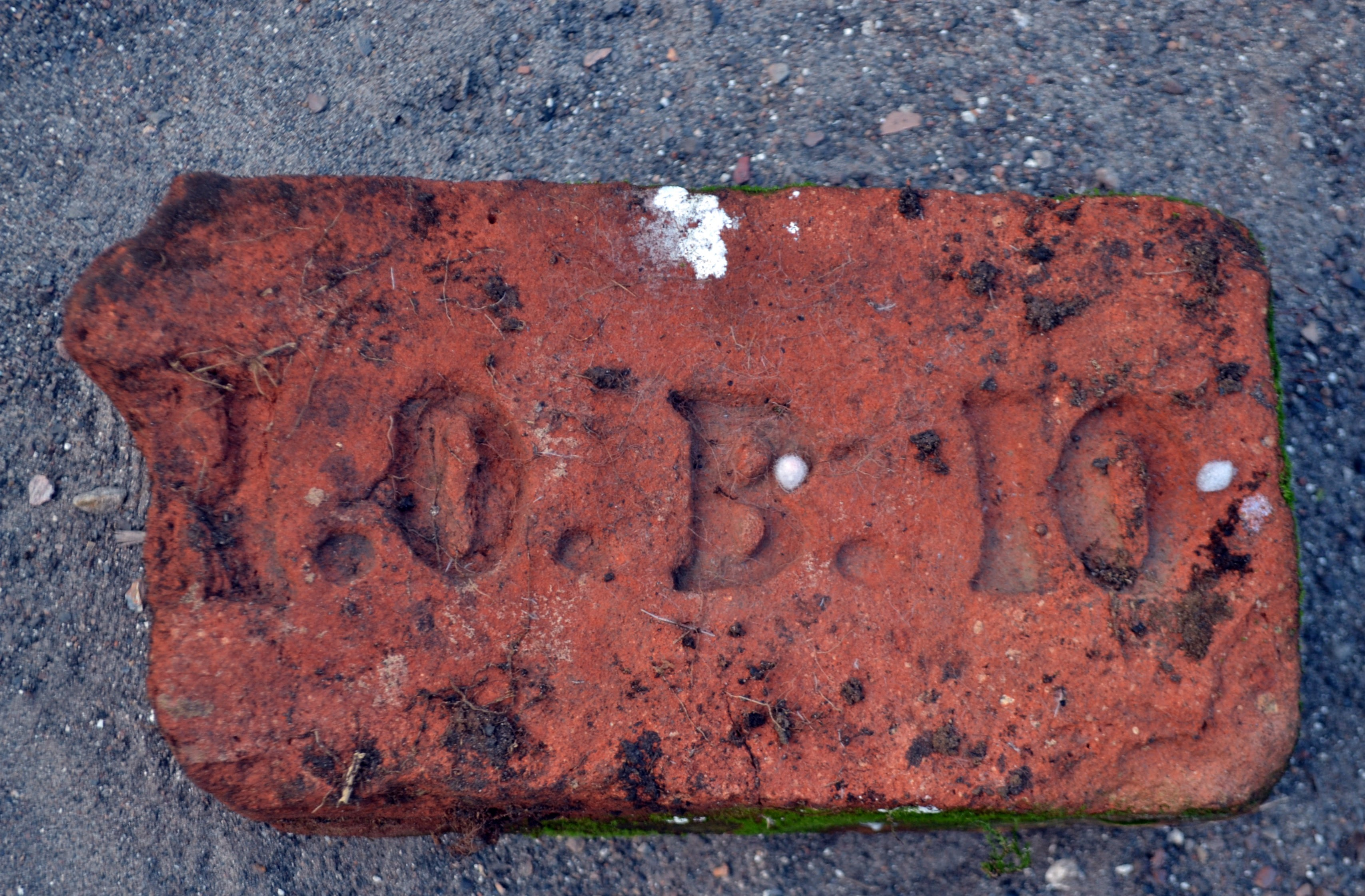
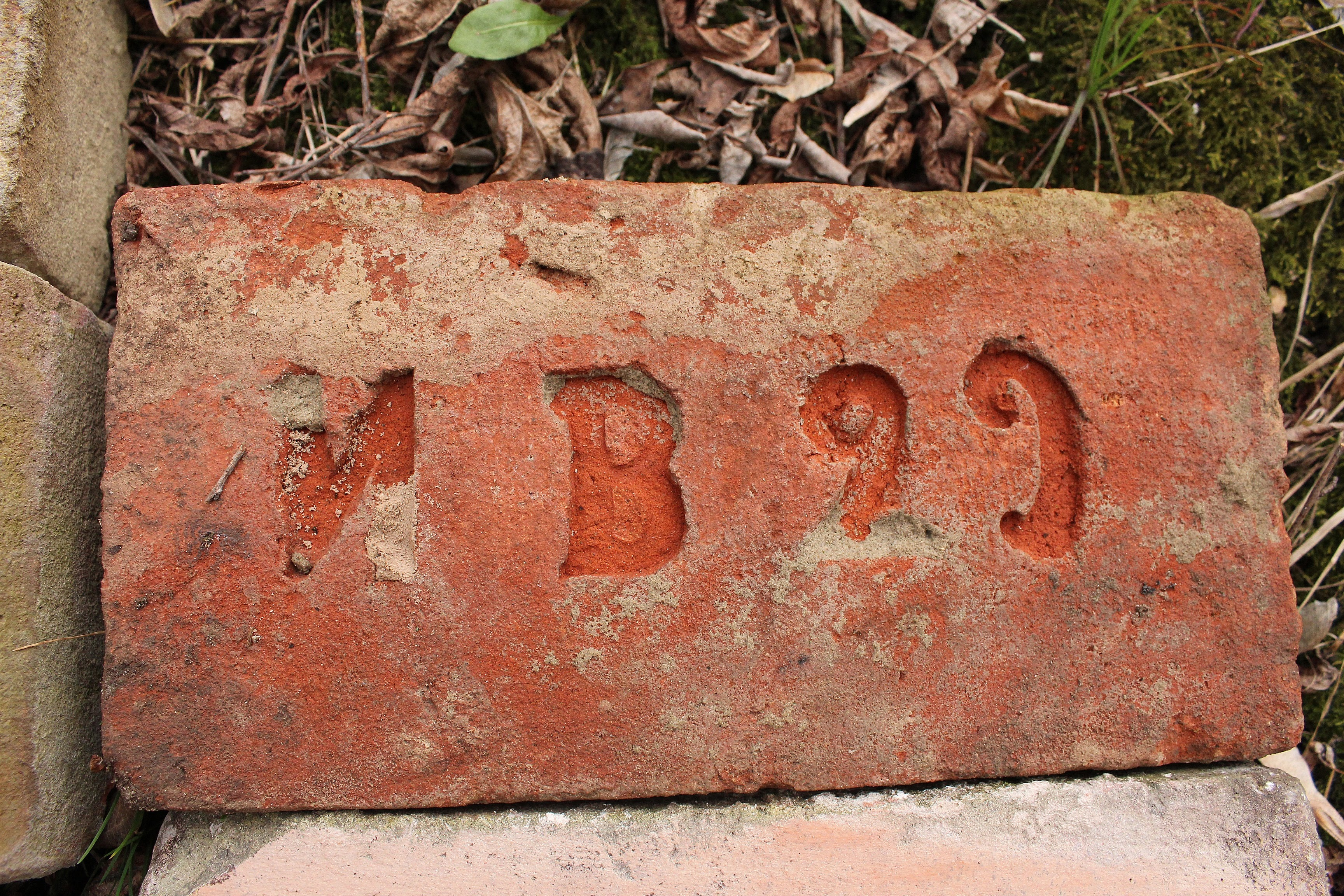
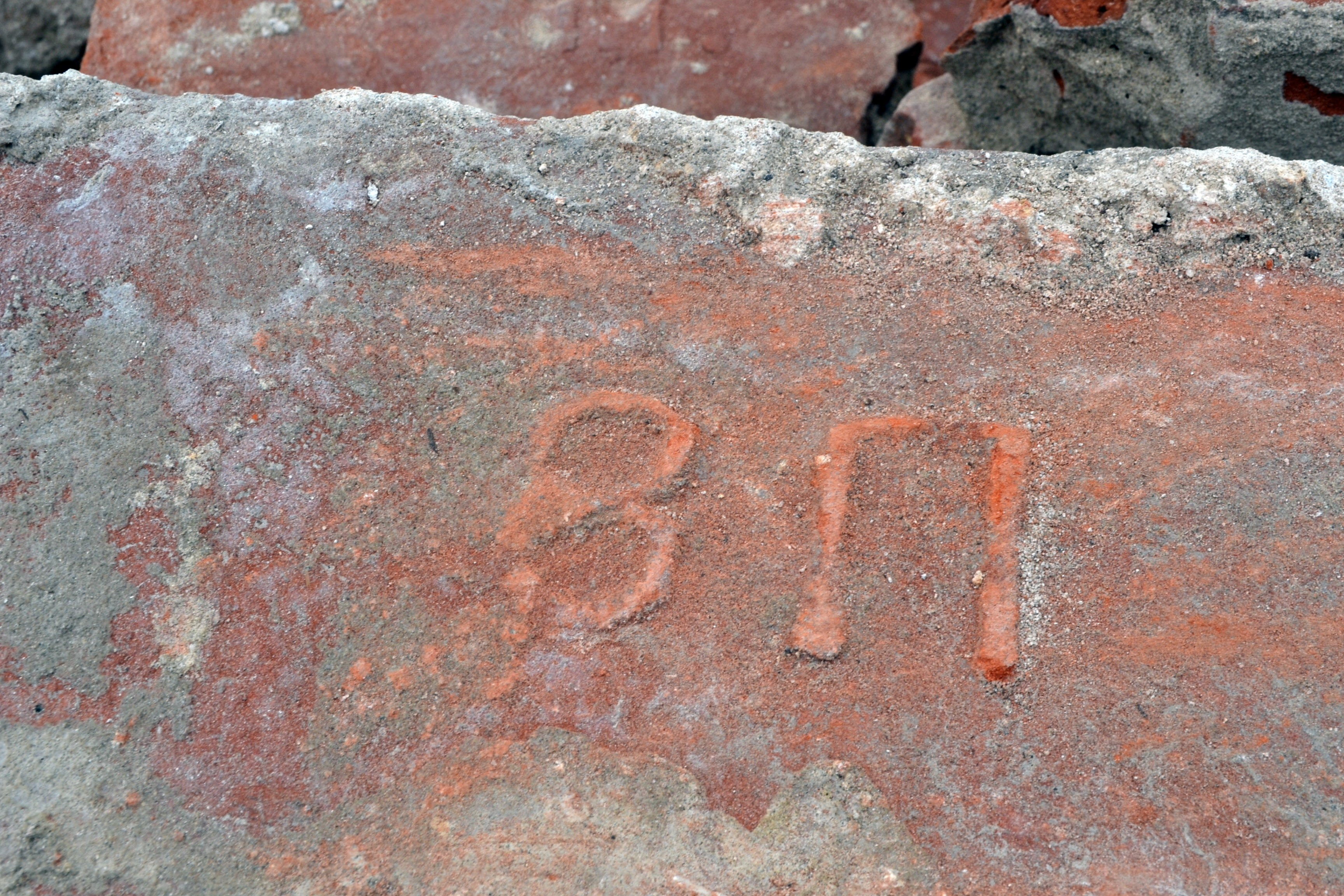
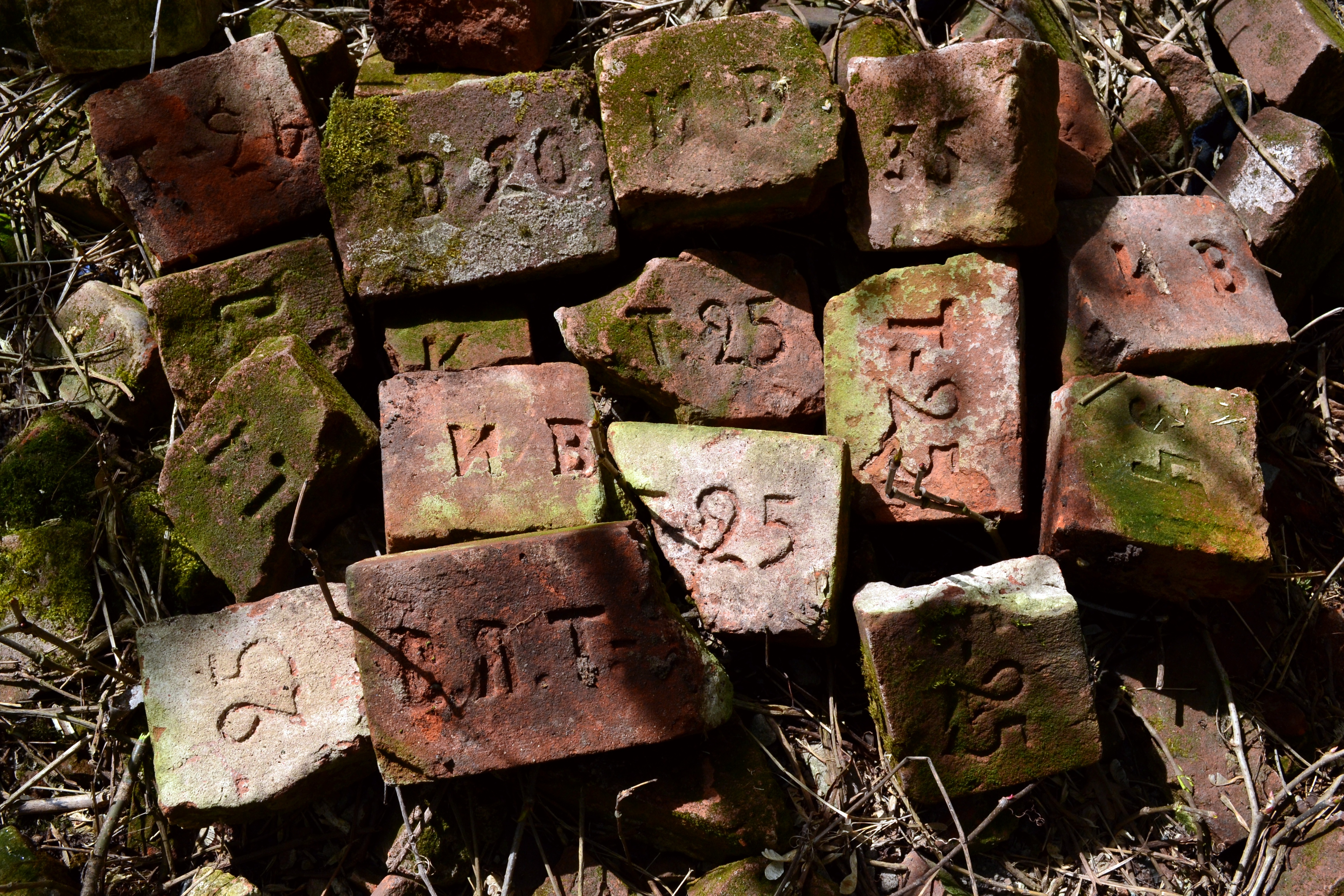
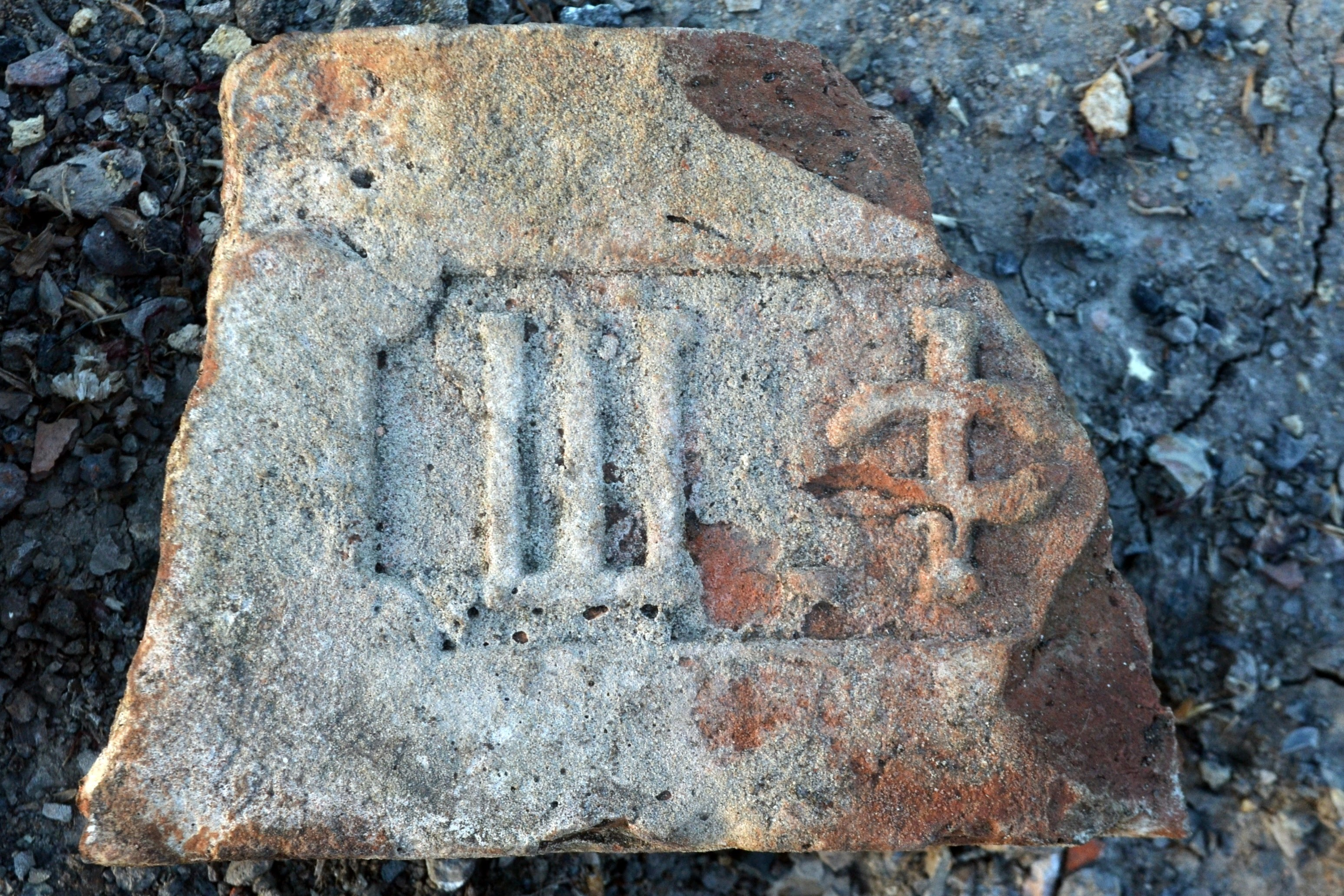

## Література

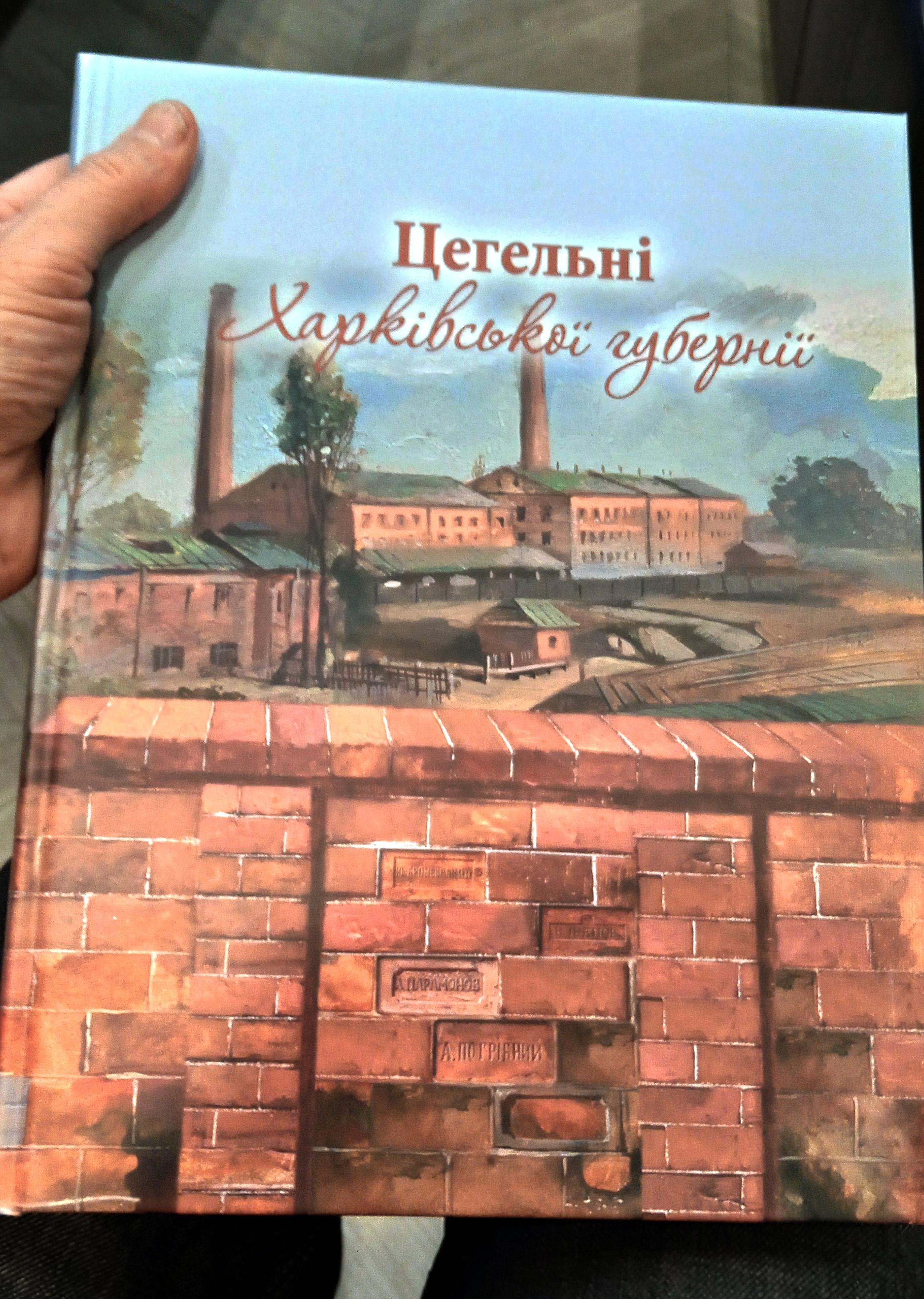